# Ouvéa

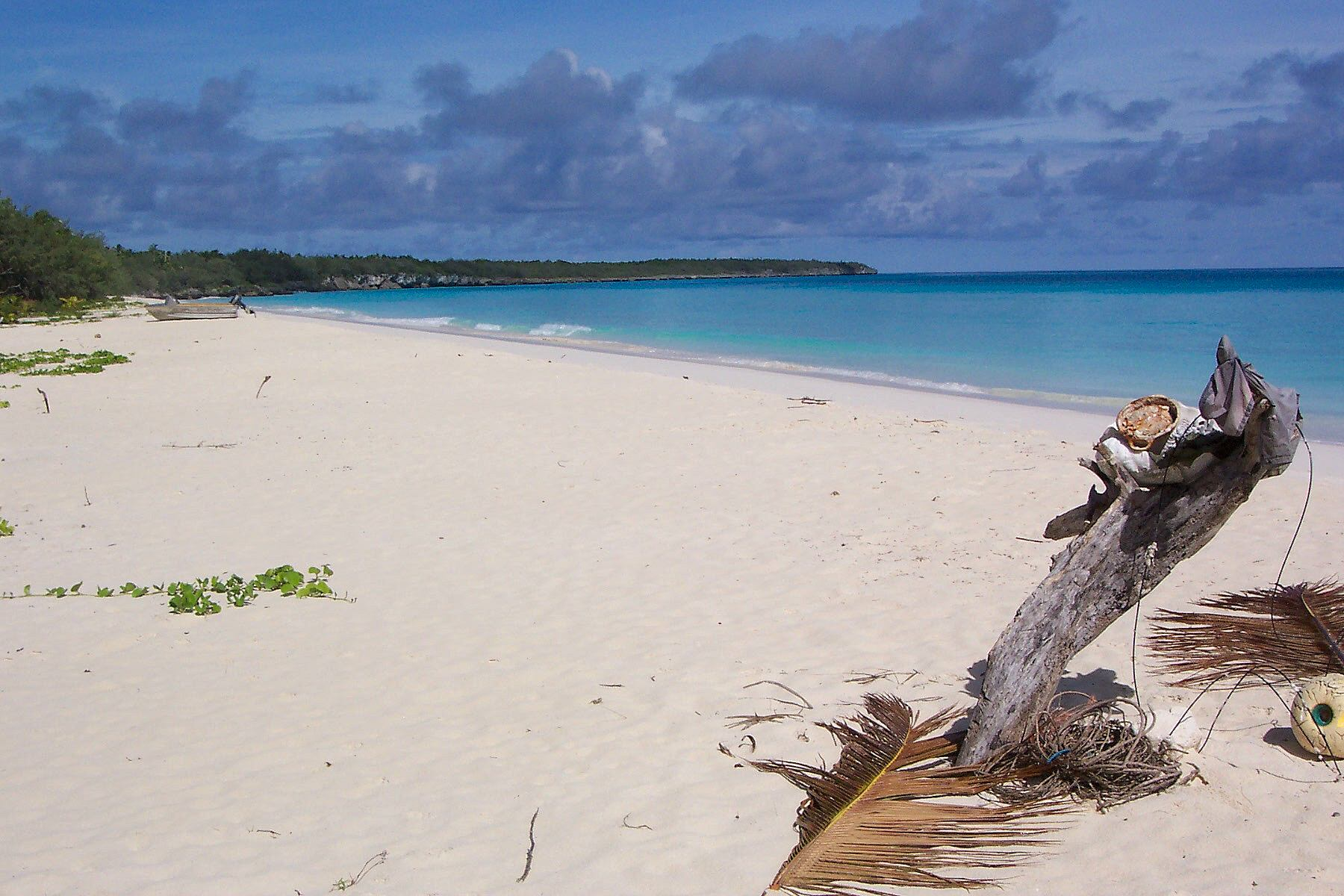
Playa de Mouli, en Ouvéa.

Ouvéa, o Uvea, es el atolón más occidental del archipiélago de las islas de la Lealtad, al noreste de Nueva Caledonia. Sus coordenadas son: 20°39′22″S 166°39′32″E / -20.65611, 166.65889.
La superficie total es de 132,1 km², con una altitud máxima de 39 m. La isla es alargada de norte a sur formada por dos partes unidas por un estrecho istmo de 25 km de largo. Los extremos norte y sur se prolongan hacia el oeste por una barrera de coral y unos islotes diseminados. La costa oeste de la isla es una larga playa de 25 km.
En la isla conviven dos comunidades, una polinesia y la otra canaco, con dos lenguas pero con una cultura más próxima a la melanesia. Colonizada tanto desde la gran isla de Nueva Caledonia (Grande-Terre) como desde Samoa y Tonga, en el siglo XVIII se establecieron inmigrantes polinesios de la isla Uvea de Wallis y Futuna. Por eso en ocasiones se distingue Uvea Este (Wallis) de Uvea Oeste (Ouvéa), y se incluye la isla en las llamadas islas periféricas polinesias. Esta comunidad habla el uveano occidental, o faga uvea, muy próximo al uveano oriental, o wallisiano. La lengua de los kanaks de Ouvéa es el laai.
La población total era de 4.359 habitantes en el censo del 2004, aproximadamente la mitad polinesios y la mitad kanaks. La capital es Fayaoué.

## Historia
En abril de 1988, una sangrienta toma de rehenes tuvo lugar en Ouvéa. Cuatro gendarmes resultaron muertos y veintisiete fueron tomados como rehenes en una cueva por los partidarios del Frente de Liberación Nacional Kanaco y Socialista (FLNKS), que abogaba por la independencia de Nueva Caledonia. Doce de los gendarmes capturados fueron puestos en libertad después, pero seis miembros de un equipo francés de lucha contra el terrorismo también fueron tomadas como rehenes. Cuando las negociaciones para liberar los rehenes no tuvieron éxito, las fuerzas de seguridad francesa sitiaron la cueva y liberaron a los rehenes. Dieciocho canacos y 2 gendarmes resultaron muertos, y posteriormente, se alegó que tres canacos habían sido ejecutados sumariamente, o dejados morir, después de ser arrestados.